# Maria Taferl
Maria Taferl è un comune austriaco di 912 abitanti nel distretto di Melk, in Bassa Austria; ha lo status di comune mercato (Marktgemeinde).

## Monumenti e luoghi d'interesse

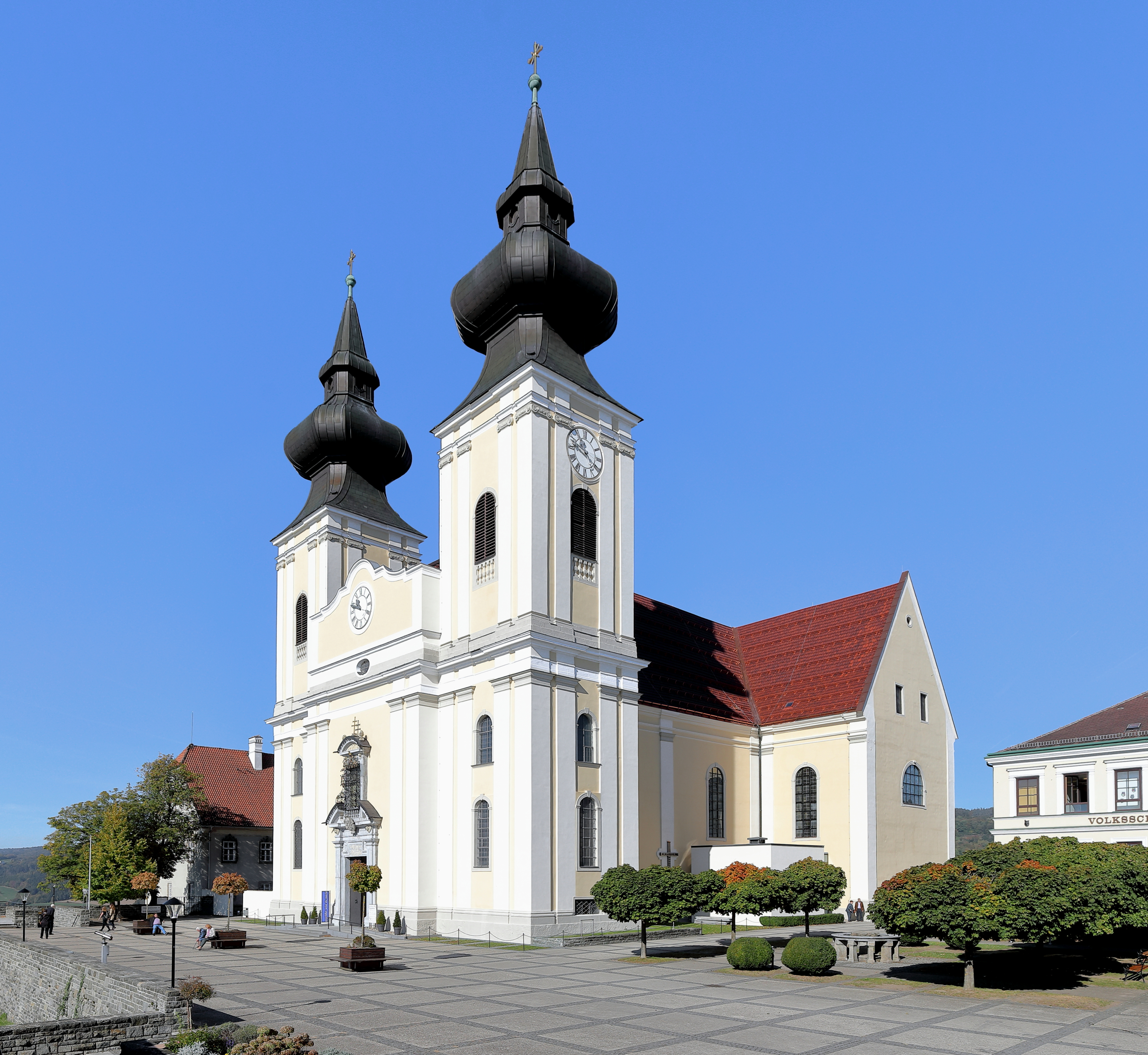
La facciata barocca del santuario di Maria Taferl

- Il santuario di Maria Taferl è un santuario mariano eretto tra il XVII e il XVIII secolo in luogo di una vecchia cappella. Fu opera dell'architetto italiano Carlo Lurago, che tuttavia morì prima di terminarlo; venne portato a termine dall'architetto austriaco Jakob Prandtauer. Contiene opere dell'architetto e pittore italo-austriaco Antonio Beduzzi. Nel novembre del 1947 papa Pio XII l'ha elevato alla dignità di basilica minore[1].